# Clark Island, Nunavut
Clark Island är en ö i Kanada.   Den ligger i ögruppen Button Islands i  territoriet Nunavut, i den östra delen av landet, 1 800 km nordost om huvudstaden Ottawa. Arean är 0,73 kvadratkilometer.
Terrängen på Clark Island är platt. Öns högsta punkt är 30 meter över havet. Den sträcker sig 1,7 kilometer i nord-sydlig riktning, och 0,9 kilometer i öst-västlig riktning.